# Slovenska republiška liga 1973-1974
La Slovenska republiška nogometna liga 1973./74. (it. "Campionato calcistico della Repubblica di Slovenia 1973-74") fu la ventiseiesima edizione del campionato della Repubblica Socialista di Slovenia. Era uno dei gironi delle Republičke lige 1973-1974, terzo livello della piramide calcistica jugoslava.
Il campionato venne vinto dallo Rudar Trbovlje, al suo secondo titolo nella slovenia repubblicana.

Questo successo diede ai nero-verdi la promozione diretta in Druga Liga 1974-1975.
Il capocannoniere del torneo fu Jani Drnovšek, del Rudar Trbovlje, con 18 reti.

## Squadre partecipanti
| Squadra         | Città           | Stagione 1972-73 | Stagione 1972-73  |
| Squadra         | Città           | Pos.             | Divisione         |
| --------------- | --------------- | ---------------- | ----------------- |
| Rudar (Tr)      | Trbovlje        | 18°              | Druga liga Ovest  |
| Železničar (Mb) | Maribor         | 1º               | Slovenska zona    |
| ŽNK             | Lubiana         | 2º               | Slovenska zona    |
| Ilirija         | Lubiana         | 3°               | Slovenska zona    |
| Izola           | Isola d'Istria  | 4°               | Slovenska zona    |
| Slavija Vevče   | Lubiana         | 5°               | Slovenska zona    |
| Drava           | Ptuj            | 6°               | Slovenska zona    |
| Nafta           | Lendava         | 7°               | Slovenska zona    |
| Kladivar        | Celje           | 8°               | Slovenska zona    |
| Aluminij        | Kidričevo       | 9º               | Slovenska zona    |
| Koper           | Capodistria     | 10°              | Slovenska zona    |
| Kovinar         | Maribor         | 11°              | Slovenska zona    |
| Slovan          | Lubiana         | 1°               | Zonska liga Ovest |
| Šmartno ob Paki | Šmartno ob Paki | 1°               | Zonska liga Est   |

## Classifica
|                      | Pos. | Squadra            | Pt | G  | V  | N  | P  | GF | GS | DR  |
| -------------------- | ---- | ------------------ | -- | -- | -- | -- | -- | -- | -- | --- |
|                      | 1.   | Rudar Trbovlje     | 37 | 26 | 14 | 9  | 3  | 49 | 17 | +32 |
|                      | 2.   | Kladivar Celje     | 36 | 26 | 15 | 6  | 5  | 39 | 27 | +12 |
|                      | 3.   | ŽNK Lubiana        | 31 | 26 | 12 | 7  | 7  | 38 | 26 | +12 |
|                      | 4.   | Železničar Maribor | 30 | 26 | 12 | 6  | 8  | 38 | 24 | +14 |
|                      | 5.   | Slovan Lubiana     | 30 | 26 | 12 | 6  | 8  | 41 | 34 | +7  |
|                      | 6.   | Ilirija            | 28 | 26 | 11 | 6  | 9  | 35 | 31 | +4  |
|                      | 7.   | Koper              | 27 | 26 | 10 | 7  | 9  | 28 | 32 | −4  |
|                      | 8.   | Slavija Vevče      | 23 | 26 | 8  | 7  | 11 | 41 | 41 | 0   |
|                      | 9.   | Drava Ptuj         | 23 | 26 | 7  | 9  | 10 | 33 | 42 | −9  |
|                      | 10.  | Nafta              | 23 | 26 | 9  | 5  | 12 | 30 | 41 | −11 |
|                      | 11.  | Izola              | 22 | 26 | 6  | 10 | 10 | 28 | 35 | −7  |
|                      | 12.  | Kovinar Maribor    | 22 | 26 | 9  | 4  | 13 | 31 | 42 | −11 |
|                      | 13.  | Šmartno ob Paki    | 19 | 26 | 7  | 5  | 14 | 42 | 49 | −7  |
|                      | 14.  | Aluminij           | 13 | 26 | 5  | 3  | 18 | 25 | 57 | −32 |
| Fonte: sportsport.ba |      |                    |    |    |    |    |    |    |    |     |

Legenda:
      Promosso in Druga Liga 1974-1975.
      Retrocesso nella divisione inferiore.
Note:
Due punti a vittoria, uno a pareggio, zero a sconfitta.

## Divisione inferiore
| Girone                                                                  | Vincitore | 2º posto      | 3º posto |
| ----------------------------------------------------------------------- | --------- | ------------- | -------- |
| Zonska liga Ovest                                                       | Vozila    | Litija        | Triglav  |
| Zonska liga Est                                                         | Pohorje   | Rudar Velenje | Dravinja |
| In grassetto le squadre promosse in Slovenska republiška liga 1974-1975 |           |               |          |